# Kanton Nantiat
Kanton Nantiat (francouzsky Canton de Nantiat) je francouzský kanton v departementu Haute-Vienne v regionu Limousin. Tvoří ho 11 obcí.

## Obce kantonu
- Berneuil
- Breuilaufa
- Le Buis
- Chamboret
- Cieux
- Compreignac
- Nantiat
- Roussac
- Saint-Symphorien-sur-Couze
- Thouron
- Vaulry